# Колібаші (Арджеш)
Колібаші (рум. Colibași) — село у повіті Арджеш, Румунія. Адміністративно підпорядковане місту Міовень.
Село розташоване на відстані 109 км на північний захід від Бухареста, 8 км на північ від Пітешть, 110 км на північний схід від Крайови, 97 км на південний захід від Брашова.

## Населення
За даними перепису населення 2002 року у селі проживали 1969 осіб. Усі жителі села рідною мовою назвали румунську.
Національний склад населення села:
| Національність | Кількість осіб | Відсоток |
| -------------- | -------------- | -------- |
| румуни         | 1958           | 99,4%    |
| цигани         | 11             | 0,6%     |